# Baquedano (estación del Metro de Santiago)
Baquedano es una estación de combinación ferroviaria que forma parte de la red del metro de Santiago de Chile. Se encuentra por subterráneo entre las estaciones Salvador y Universidad Católica de la línea 1; y entre las estaciones Bellas Artes y Parque Bustamante de la línea 5. También será combinación con la futura línea 7 desde 2028. Se ubica en el límite entre las comunas de Santiago y Providencia, bajo la plaza Baquedano.

## Historia

### Construcción
La estación se ubica en lo que era la zona de la estación Providencia perteneciente al Ferrocarril del Llano de Maipo y el Ferrocarril de Circunvalación, sin embargo el entorno ferroviario de la zona fue eliminado entre las décadas de 1940 y 1950.
La estación Baquedano fue construida dentro del plan de extensión de la línea 1 del Metro de Santiago, que comprendía desde la estación Universidad de Chile hasta la estación Salvador; esta sección de la línea fue inaugurada el 31 de marzo de 1977. La plaza Baquedano tuvo que ser ampliamente intervenida para la construcción a tajo abierto, lo que incluyó el desplazamiento por un periodo de tiempo de la esculturas y estatuas de la plaza.
Posteriormente, el 5 de abril de 1997 se inaugura el primer tramo de la línea 5 que tenía a Baquedano como estación terminal. Las obras realizadas fueron subterráneas; entre estos trabajos se hallaron restos arqueológicos que corresponden al antiguo sistema de alcantarillado que existía en el Santiago de 1900.

### SigloXXI
En 2018 se inaugura al interior de Baquedano la primera estación digital, un sistema de información en tiempo real del estado del sistema de la red del metro a través de paneles digitales en los pasillos y andenes. El 11 de octubre del mismo año fue inaugurada al interior de la estación la 60.ª Comisaría de Carabineros de Chile.
Con el anuncio de la construcción de la línea 7 del Metro de Santiago y su combinación con la estación, se señaló que uno de los piques de trabajo y un nuevo acceso a la estación sería emplazado en una zona del Parque Forestal, lo que ha molestado a vecinos y representantes políticos de los alrededores. Finalmente el 26 de julio de 2023 Metro informó que el acceso planteado originalmente en el parque Forestal sería trasladado de lugar. Este quedaría emplazado frente a la Facultad de Derecho de la Universidad de Chile a 140 metros de la ubicación original, en los terrenos de la feria de artesanos y el parque Gómez Rojas. Asimismo, se dio a conocer que la nueva ubicación deberá pasar por los estudios de impacto ambiental y ser licitada su construcción. El entonces alcalde de Recoleta, Daniel Jadue, señaló que «la decisión va a generar un nuevo gran acceso en la comuna que servirá para remodelar y poner valor un monumento arquitectónico de Chile».

### Estallido social

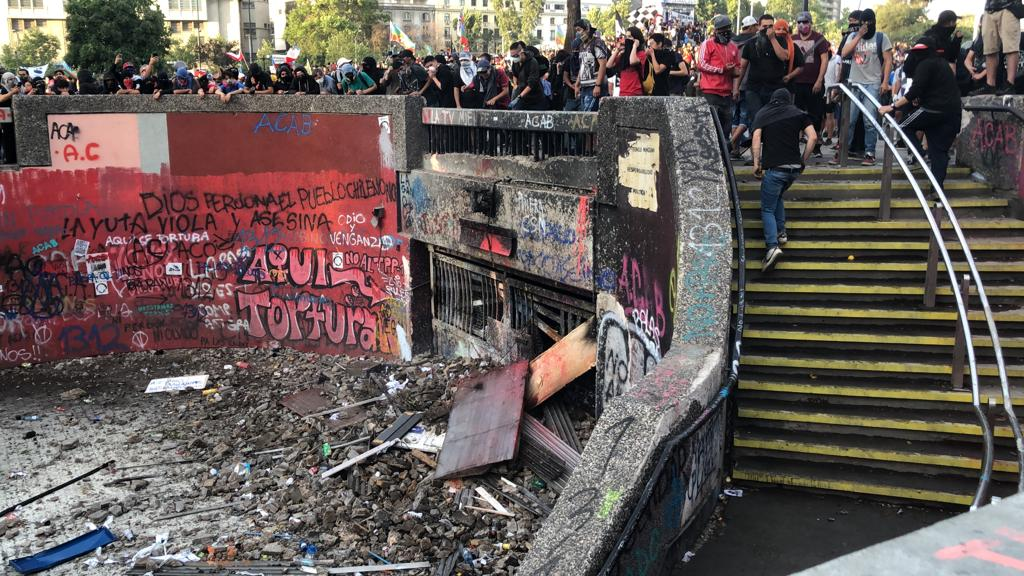
Salida B de la estación destrozada durante las protestas ocurridas en octubre de 2019.

Debido a su ubicación, estuvo dentro del epicentro de las manifestaciones chilenas en el marco del estallido social. Esto se prolongó desde el inicio de las protestas hasta que las mismas decayeron.
El 22 de octubre de 2019 fue señalado por varias personas que durante la noche carabineros realizaron disparos a quemarropa a un transeúnte. Además de señalar que sería un centro de detención y tortura por parte de funcionarios de la policía uniformada.
Una de las víctimas tras ser atendida por personal de la Cruz Roja señaló que «creyó divisar a otros detenidos, maniatados y colgando de ductos y cañerías que corren sobre la pared del túnel», lo que terminó siendo viralizado por redes sociales. Médicos de la ex Posta Central y personal del Instituto Nacional de Derechos Humanos junto con abogados de la Federación de Estudiantes de la Universidad de Chile le prestaron asistencia médica y jurídica, y se realizaron las denuncias correspondientes a jueces del Juzgado de Garantía de Santiago.
Los jueces concurrieron de inmediato al lugar para levantar declaraciones a los funcionarios que se encontraban en la comisaría de la estación; aun cuando estos negaron el testimonio, los jueces encontraron amarras plásticas en el suelo, además de verificar que el túnel no cuenta con cámaras de seguridad. Sin embargo, y debido a que no se encontró evidencia de detenidos, los «antecedentes recabados hasta el momento permiten descartar que la 60° Comisaría de Carabineros, ubicada en Estación Baquedano, haya sido utilizada como centro de tortura», aclararon en dicha instancia. el caso solamente fue levantado en un acta. Al día siguiente fue convocada la Policía de Investigaciones de Chile (PDI) para que investigue el caso, el cual quedó en manos de la Fiscalía Nacional.
El 25 de octubre de 2019 los accesos a la estación fueron incendiados. En la misma medida las mezaninas y andenes sufrieron daños de distinta índole. En abril de 2020 un informe de la Brigada de Derechos Humanos de la PDI señaló que no se logró establecer la veracidad de los hechos denunciados e indicó incongruencias en los testimonios de denunciantes. Finalmente, en junio del mismo año, la Fiscalía descartó la acusación de torturas y el caso fue sobreseído definitivamente por el Octavo Juzgado de Garantía de Santiago.
La estación permaneció cerrada al público desde el comienzo de las protestas hasta el 8 de abril de 2020, cuando fue habilitada la combinación entre ambas líneas, mientras que los accesos de la estación permanecieron cerrados hasta el 4 de mayo.
En diciembre de 2022 se anunció el inicio de las obras de remodelación del acceso principal de la estación para reabrirlo junto con el establecimiento de un espacio conmemorativo. Los trabajos comenzaron el 3 de abril de 2023 con la instalación de cierres perimetrales. Finalmente el acceso principal fue remodelado y se abrió al público el 9 de enero de 2024.

## Características y entorno
Presenta un flujo de pasajeros muy elevado, sobre todo en las horas peak del uso de los ferrocarriles, en parte gracias a la numerosa cantidad de gente que utiliza la línea 5 para llegar al centro de Santiago. La estación posee una afluencia diaria promedio de 38 682 pasajeros.
Esta estación es un punto de intercambio crucial entre las líneas, y una de las más grandes de la red. Consta de 6 plantas, distribuidas en sentido norte-sur y este-oeste, con numerosas escaleras tanto mecánicas como estándar para la combinación entre ambas líneas. Dentro de la estación se encuentran la Sala de Exposición Baquedano, locales expendedores de periódicos, snackbars y un local de bibliometro con conexión a internet gratis. 
En las paredes de los pasillos de combinación y transbordo hay varias obras de arte: Declaración de amor (láminas de acero corten recortadas y policromadas y láminas de hormigón armado, 166 m²; 1999), obra de Samy Benmayor; Ojo en azul, de Hernán Miranda; Vía Láctea (estuco policromado, placas de madera lacada e insertos de bronce y acero, 200 m²; 1997), del pintor Francisco Smythe; La bajada (láminas de acero corten y revestimiento de ladrillo, 180 m²; 1999), de Matías Pinto D'Aguiar; seis grandes retratos realizados por el pintor Guillermo Lorca en 2010, tres mujeres y tres hombres bajo el título común de Rostros del Bicentenario; 6 dibujos de escolares ganadores del Concurso de Pintura Infantil Línea 5 (1997) y el diorama La Copiapó, el primer ferrocarril, de Zerreitug. Hasta 2018 también existió en la estación la escultura El puente (madera integrada de ciprés y madera natural de coihue, 1999), del escultor Osvaldo Peña, que fue trasladada en junio de ese año a la estación Santa Ana.
En el entorno inmediato -justo arriba- se halla la plaza Baquedano, uno de los puntos neurálgicos y de referencia de la ciudad, así como también el Teatro de la Universidad de Chile (Sala Baquedano) y, más lejos, el edificio art decó de la Escuela de Derecho de la Universidad de Chile en su lado norte. También se encuentra a su lado oriente el edificio corporativo de Telefónica CTC Chile conocido asimismo como Torre Telefónica (edificio en forma de teléfono celular y que se ha transformado en uno de los símbolos de la ciudad), y hacia el sur el parque Bustamante con el monumento ecuestre a Manuel Rodríguez, obra de la escultora chilena Blanca Merino. Al nororiente está el monumento a José Manuel Balmaceda, con la estatua creada por Samuel Román, y el parque Balmaceda.

### Accesos
| Acceso | Intersección                                |
| ------ | ------------------------------------------- |
| A      | Av. Providencia con Av. General Bustamante  |
| B      | Av. Providencia con Ramón Carnicer          |
| C      | Av. Vicuña Mackenna con Av. Providencia     |
| D      | Av. Providencia con Rotonda Plaza Baquedano |

## MetroArte
La estación Baquedano cuenta con varios proyectos de MetroArte presentes en el interior.
La primera obra inaugurada en la estación fue Vía Láctea, presentada en 1998 y realizada por Francisco Smythe (quien estaba pasando por un tratamiento por un cáncer al momento del desarrollo del proyecto). En la obra se retratan distintos elementos, tantos reales como ficticios, de la Vía Láctea, como constelaciones, estrellas, volcanes, etc. Contiene elementos de distintas técnicas y ocupa una superficie de 200 metros cuadrados, estando presente en el área de combinación entre las líneas 1 y 5.
En el mismo año también se instala Ojo en Azul, creado por Hernán Miranda. En esta obra se retrata simplemente un ojo, con la particularidad de que este se encuentra rasgado (representando metafóricamente la ciudad) y coloreado en tintes de azul (haciendo referencia a lo digital y electrónico). La obra tiene una superficie de 78 metros cuadrados y también se encuentra en el área de combinación.
En 1999, se instala Declaración de Amor, obra del artista Samy Benmayor. En dicho trabajo, se representan a varias figuras humanas en un estilo caricaturezco, según el autor, con el fin de que los niños recordaran la estación al ver la obra de arte. Todas las figuras están hechas de acero y se encuentran cercanas al andén sur de la línea 1, teniendo una superficie total de 166 metros cuadrados.
También en ese mismo año se presenta La Bajada, realizado por Matías Pinto D'Aguiar. En dicha obra se retratan a dos caballos, instalados de forma que comparten la misma dirección que caminan los pasajeros al bajar al andén. Ambos animales están hechos de acero y cuentan con una superficie de 180 metros cuadrados.
Años después, en 2010, se inaugura Rostros del Bicentenario, una serie de 6 retratos pintados por Guillermo Lorca. Las pinturas se realizaron en el contexto del bicentenario de Chile, y se seleccionaron a 6 personas comunes y corrientes, para dar la sensación de que los pasajeros son participantes de la obra. Cada retrato está ubicado directamente arriba de los andenes correspondientes a la línea 5.
En 2018 se presenta Ágora, una serie de fotomontajes realizado por Javier Godoy y que representa a varios eventos ocurridos en la Plaza Baquedano donde la gente es protagonista, tales como manifestaciones y celebraciones de eventos deportivos. Ágora fue parte de un concurso organizado por Metro de Santiago y el Consejo Nacional de la Cultura y las Artes, llamado Cuatro Miradas Para Plaza Italia, en la cual se desafió a fotógrafos a retratar, a través de fotografías, lo que sucede cada día alrededor del área correspondiente al límite entre Santiago Centro y Providencia.
Finalmente, Baquedano cuenta con dos dioramas realizados por Zerreitug: El Santiaguillo (que representa la llegada de Diego de Almagro a lo que hoy corresponde a Valparaíso) y La Copiapó, el Primer Ferrocarril (diorama que ilustra la Estación Copiapó junto con el ferrocarril que lleva el mismo nombre, en referencia a la apertura del Ferrocarril Caldera-Copiapó en 1851).
Anteriormente se encontraba El Puente de Osvaldo Peña, escultura que fue trasladada en 2018 a Santa Ana.

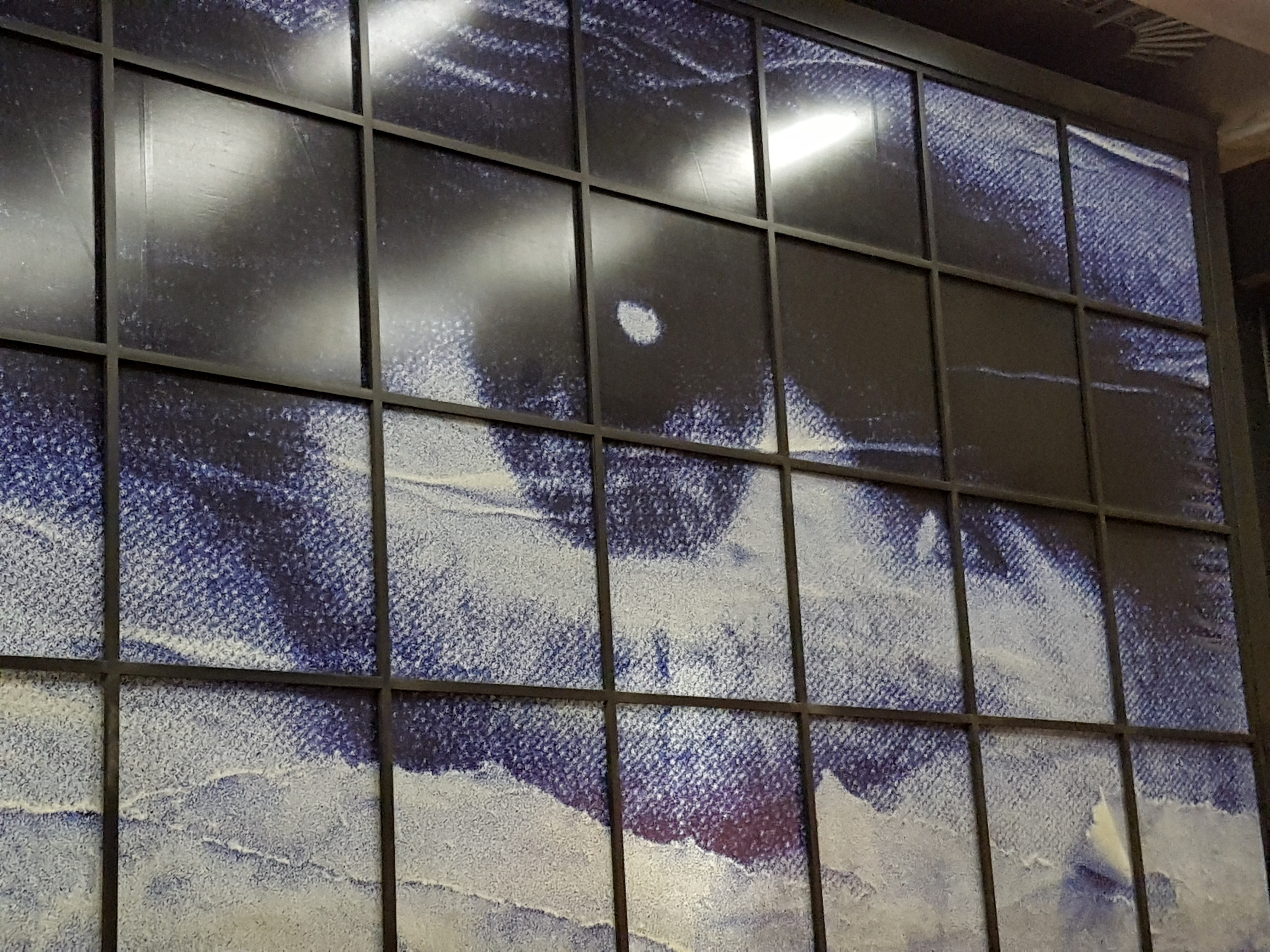
Ojo en azul, de Hernán Miranda.
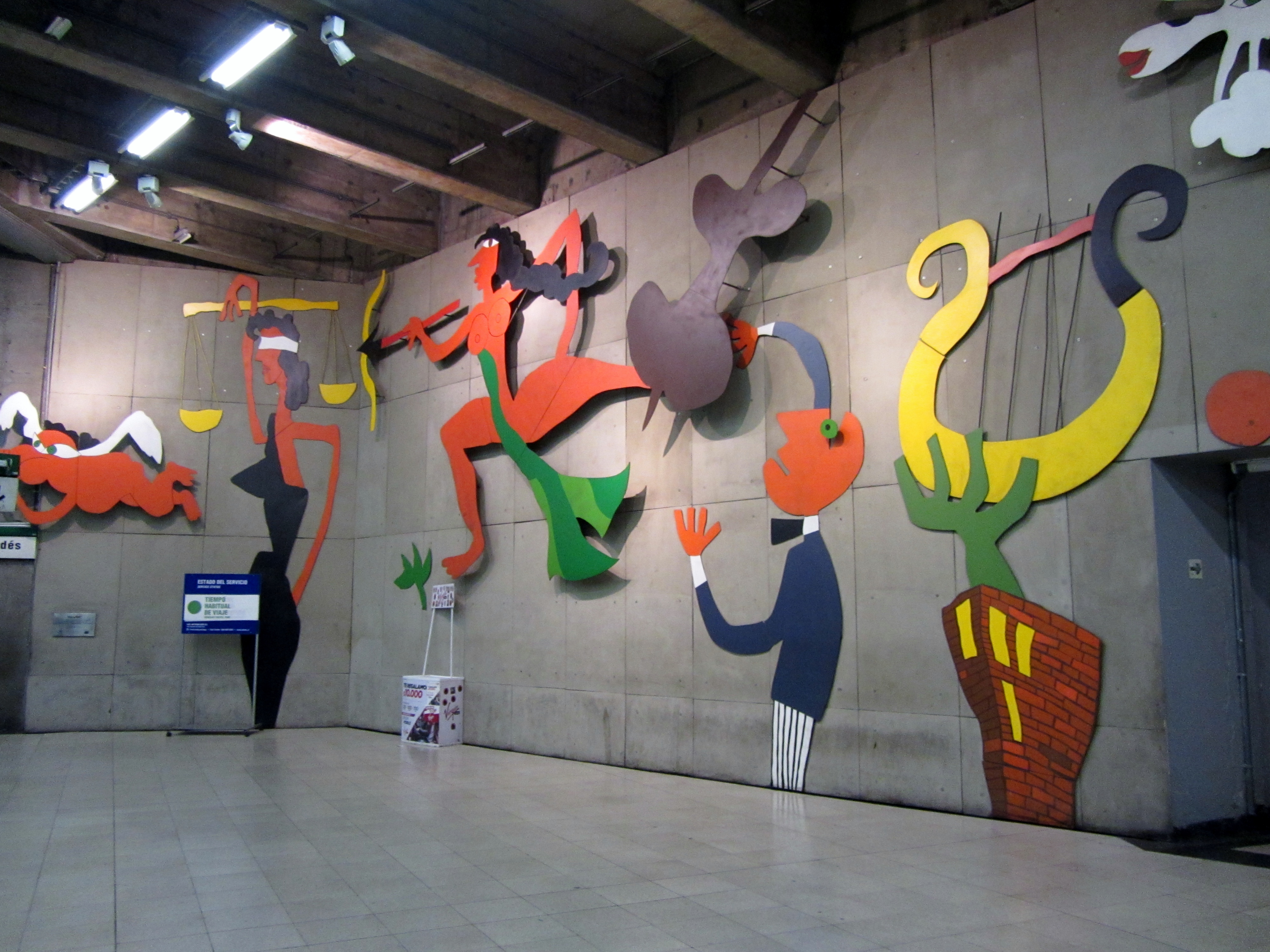
Declaración de amor, obra de Samy Benmayor.
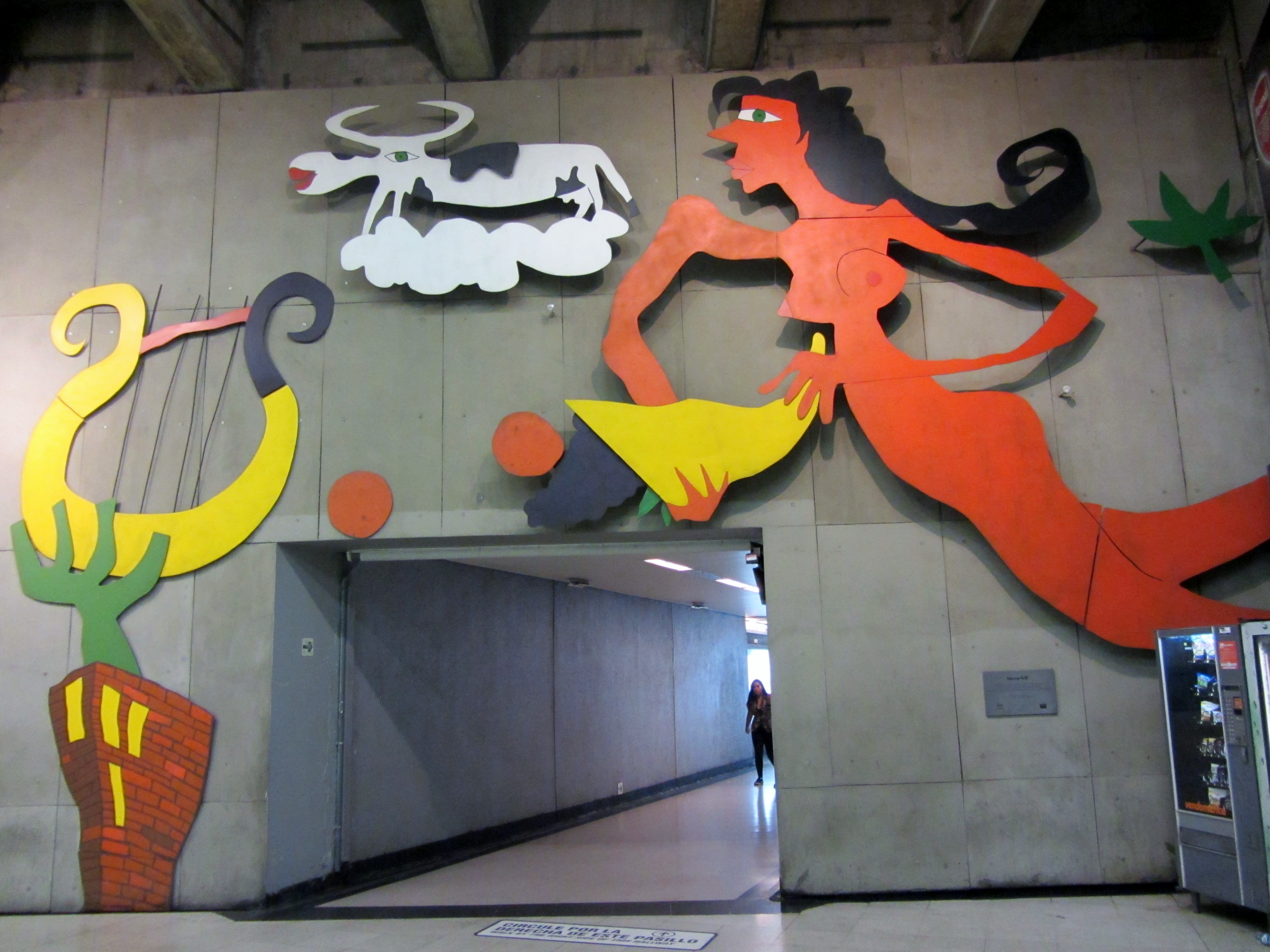
Declaración de amor (detalle), obra de Samy Benmayor.
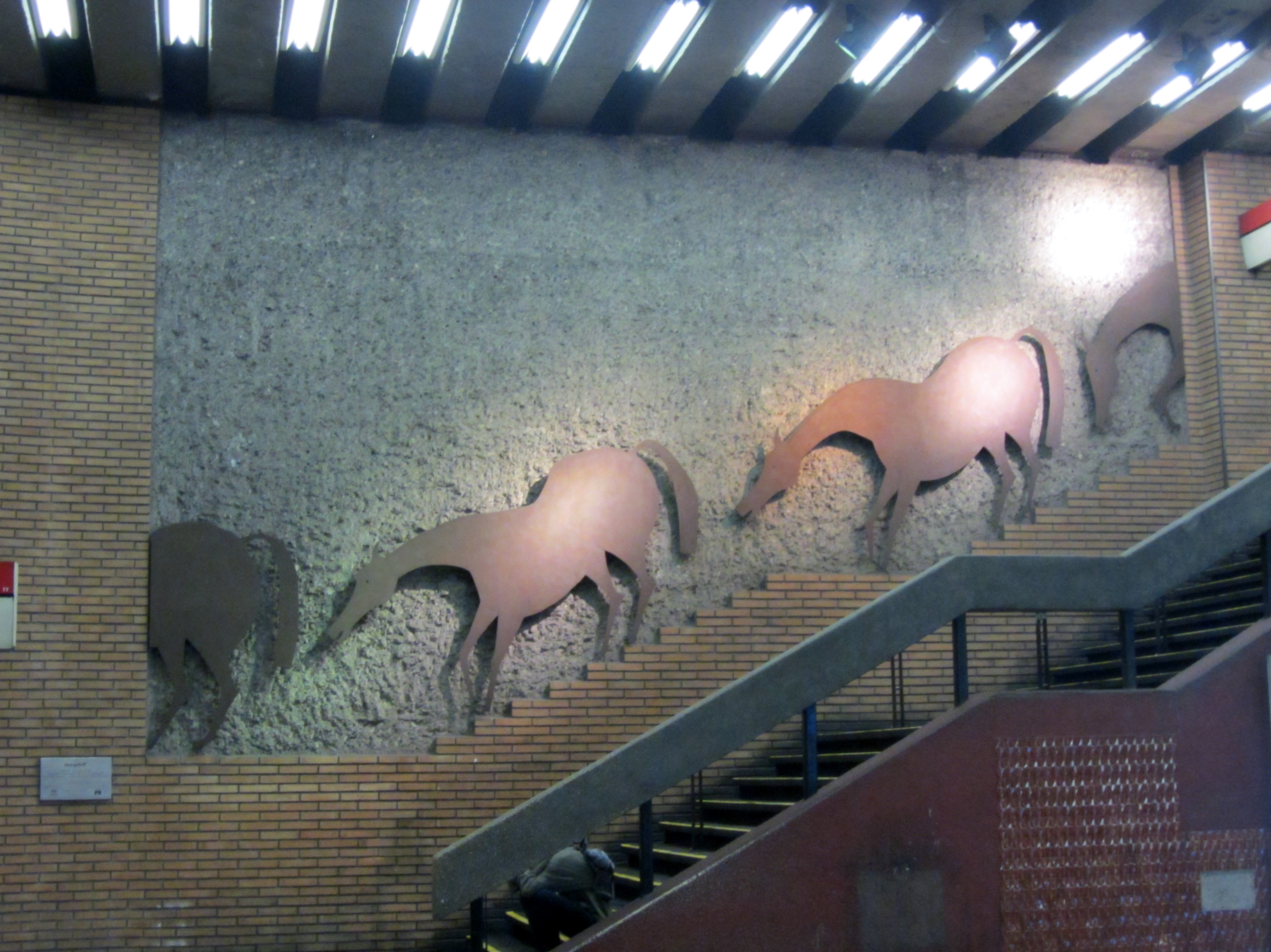
La bajada, de Matías Pinto D'Aguiar.
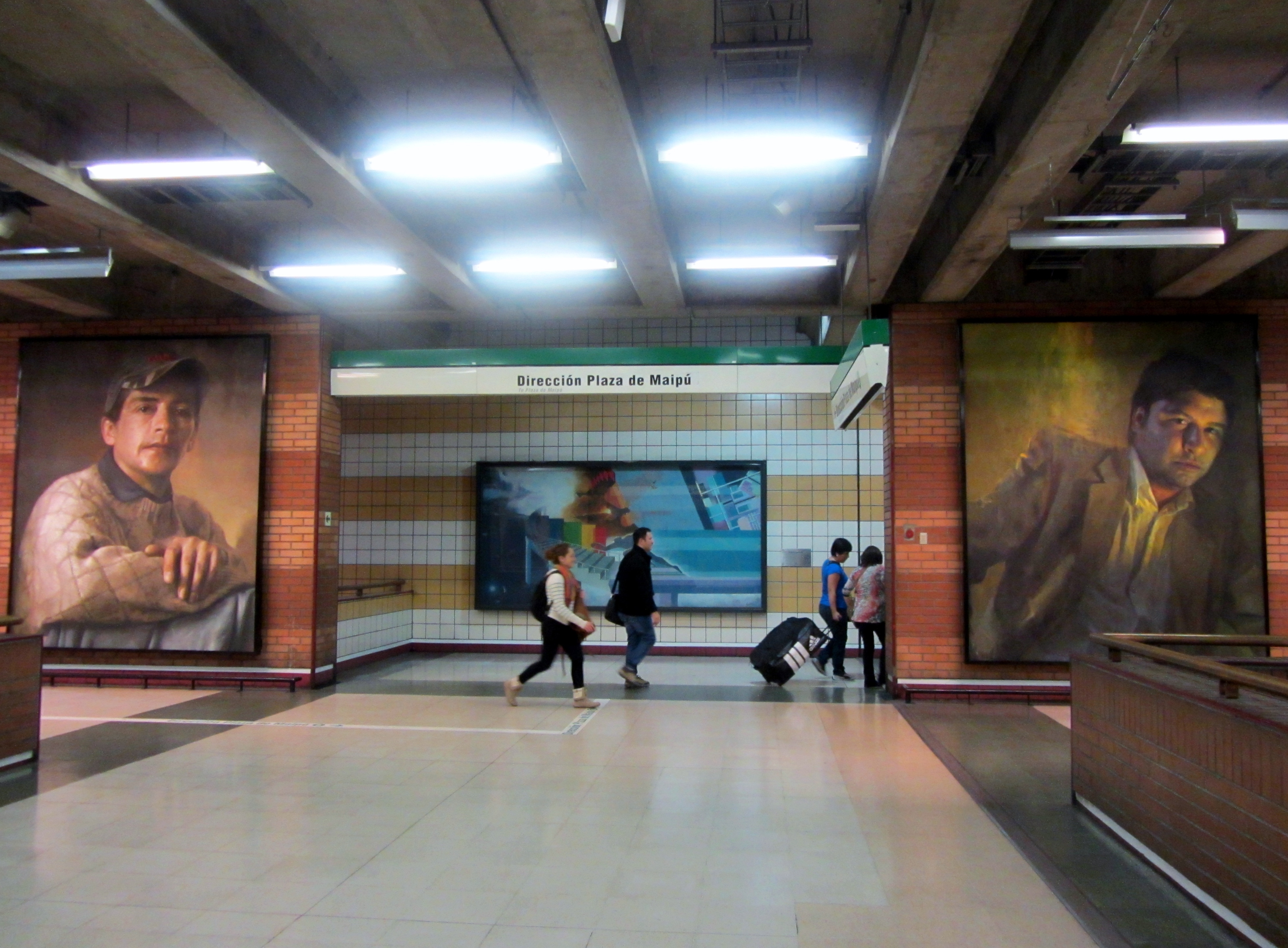
Retratos de Guillermo Lorca.
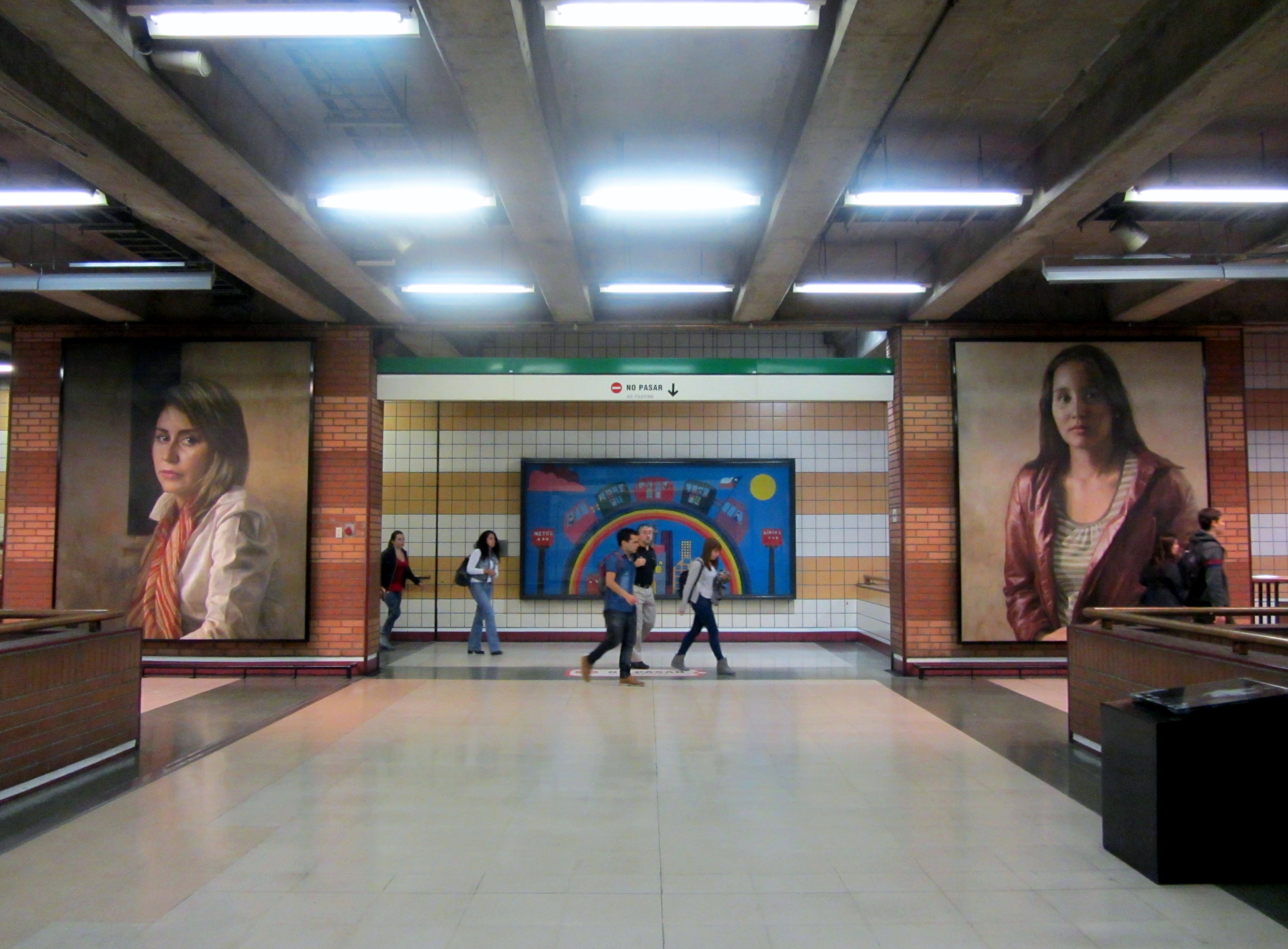
Retratos de Guillermo Lorca.
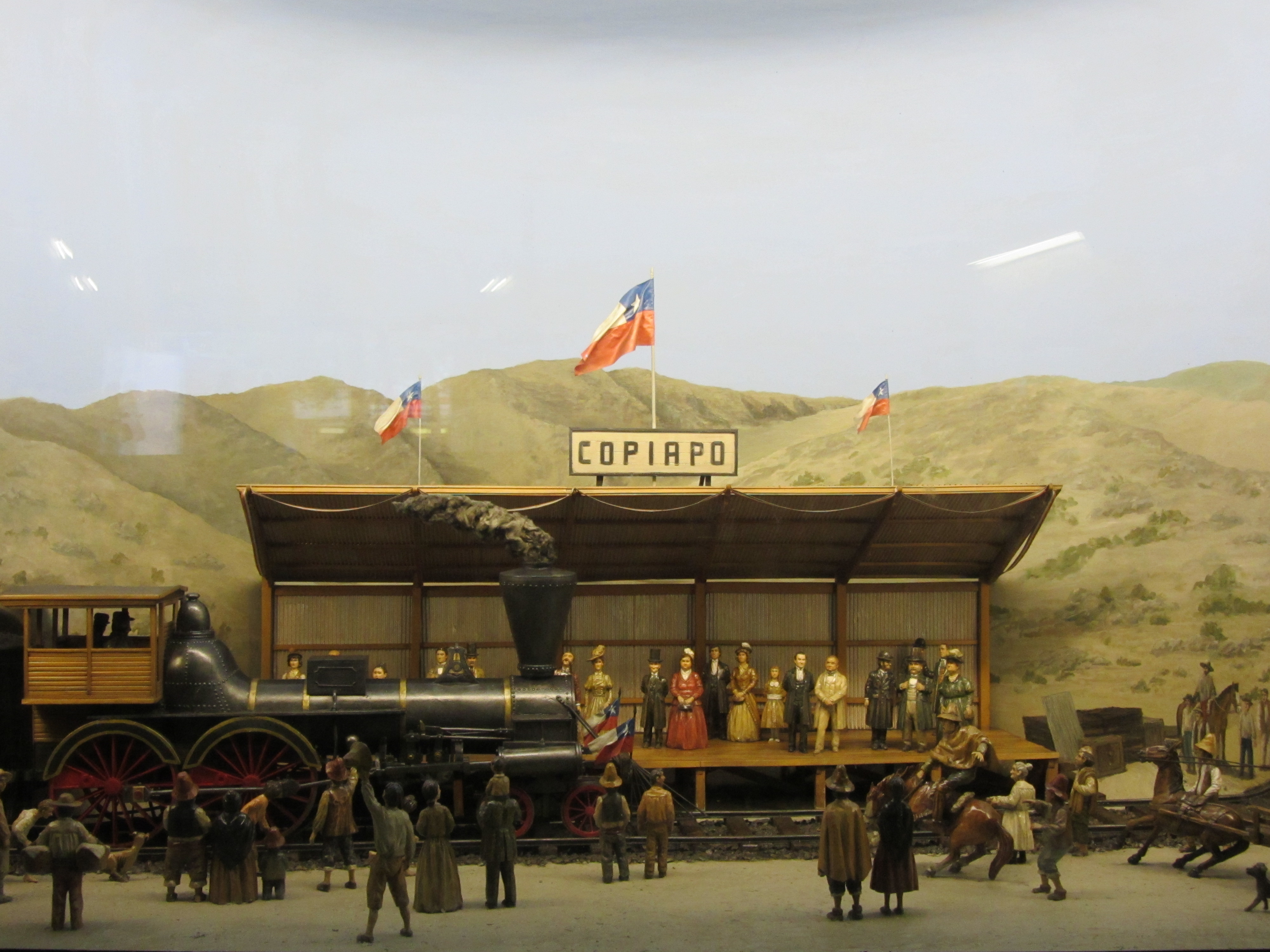
La Copiapó, el primer ferrocarril, de Zerreitug
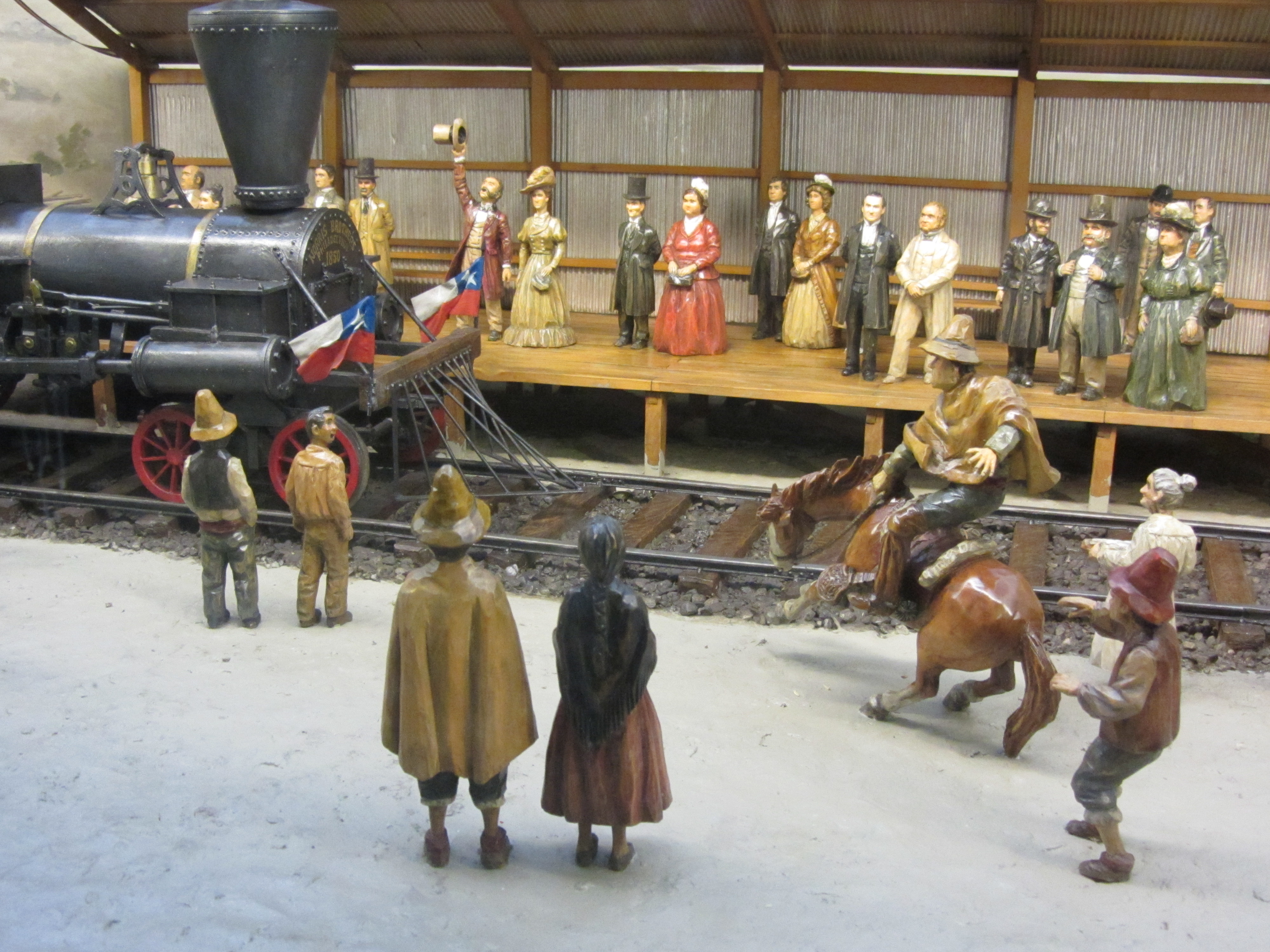
Detalle del diorama La Copiapó
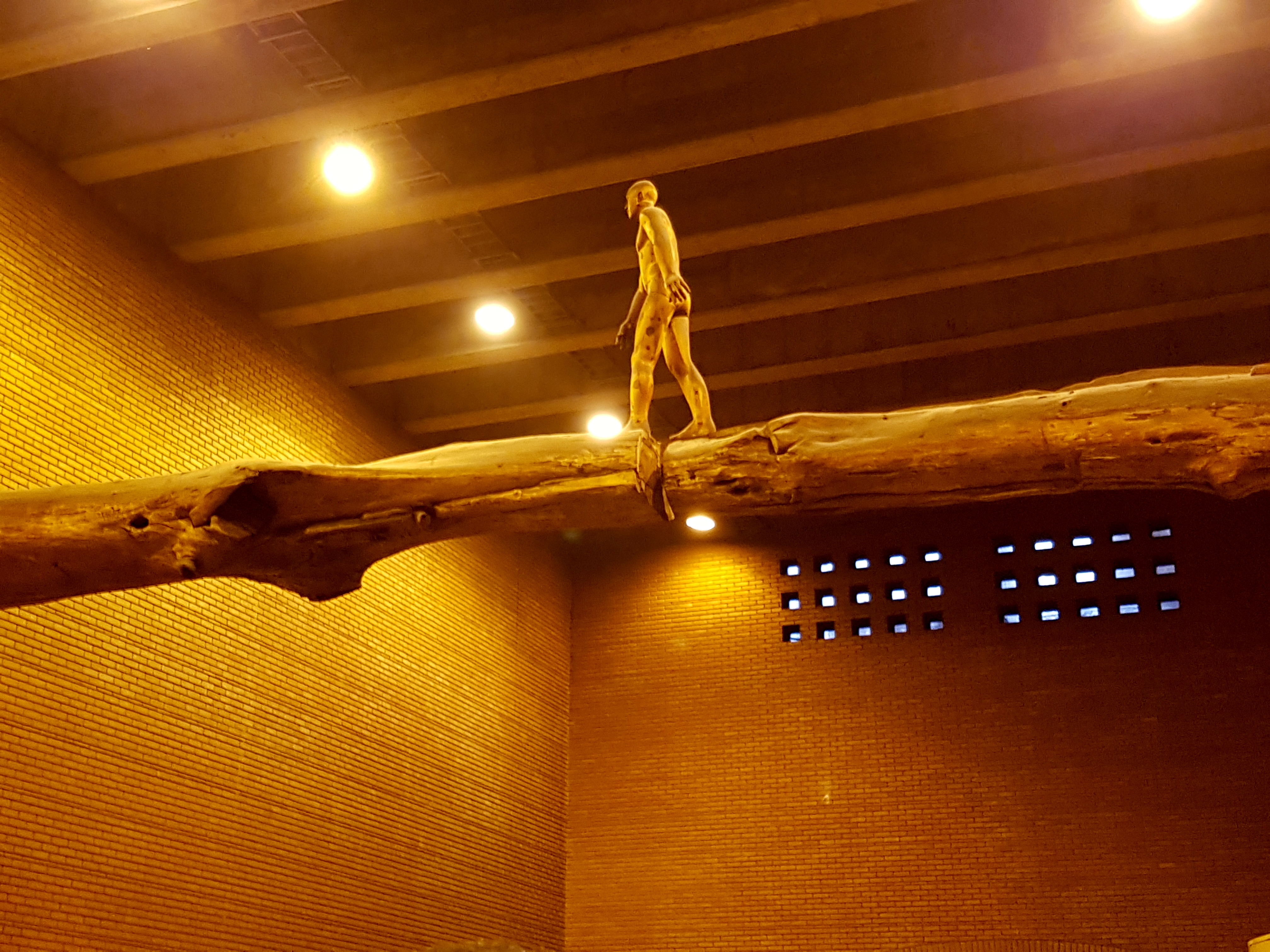
El puente de Osvaldo Peña, desde junio de 2018 en Santa Ana.
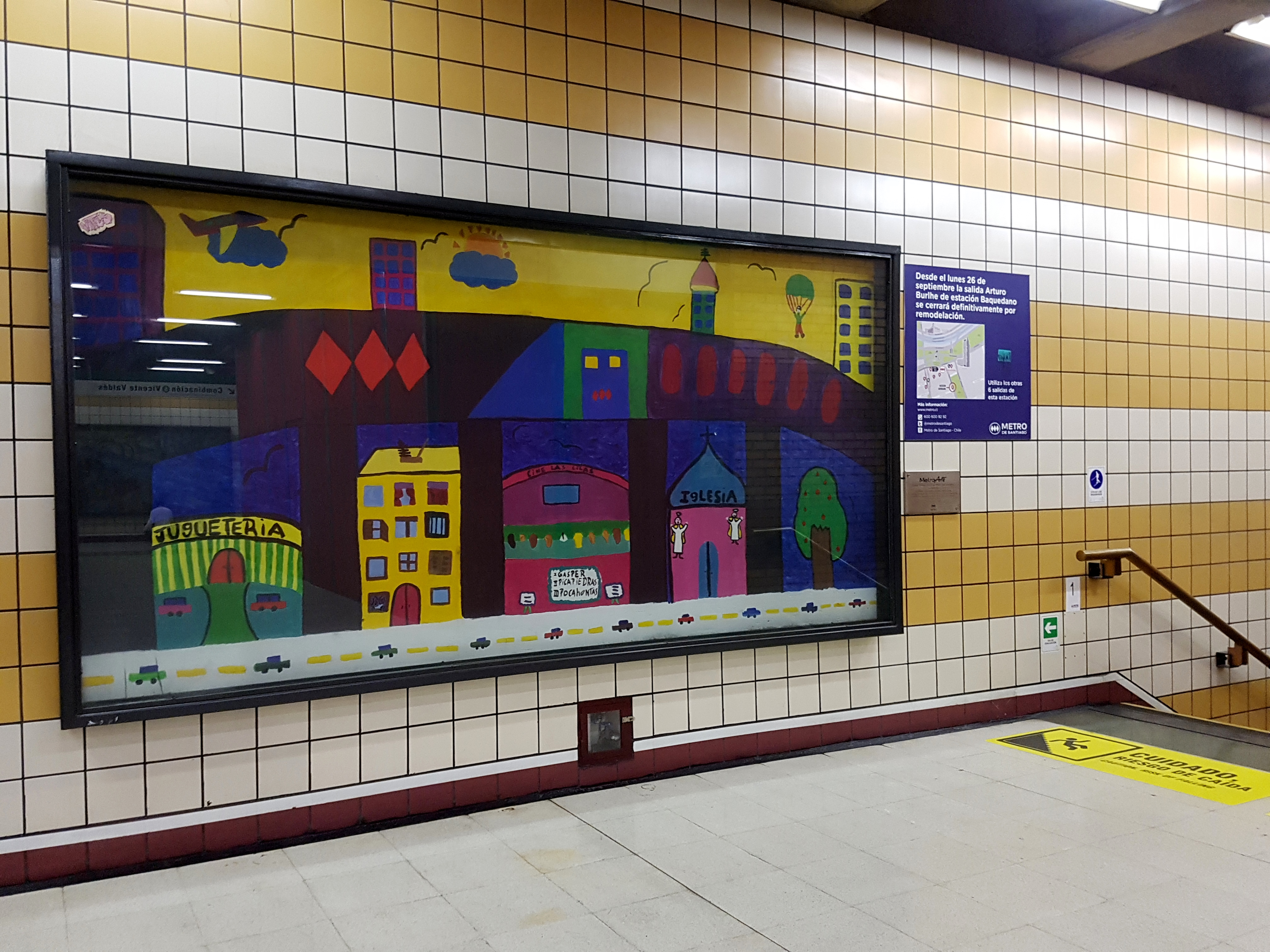
Dibujo de alumnos del Colegio Divina Pastora
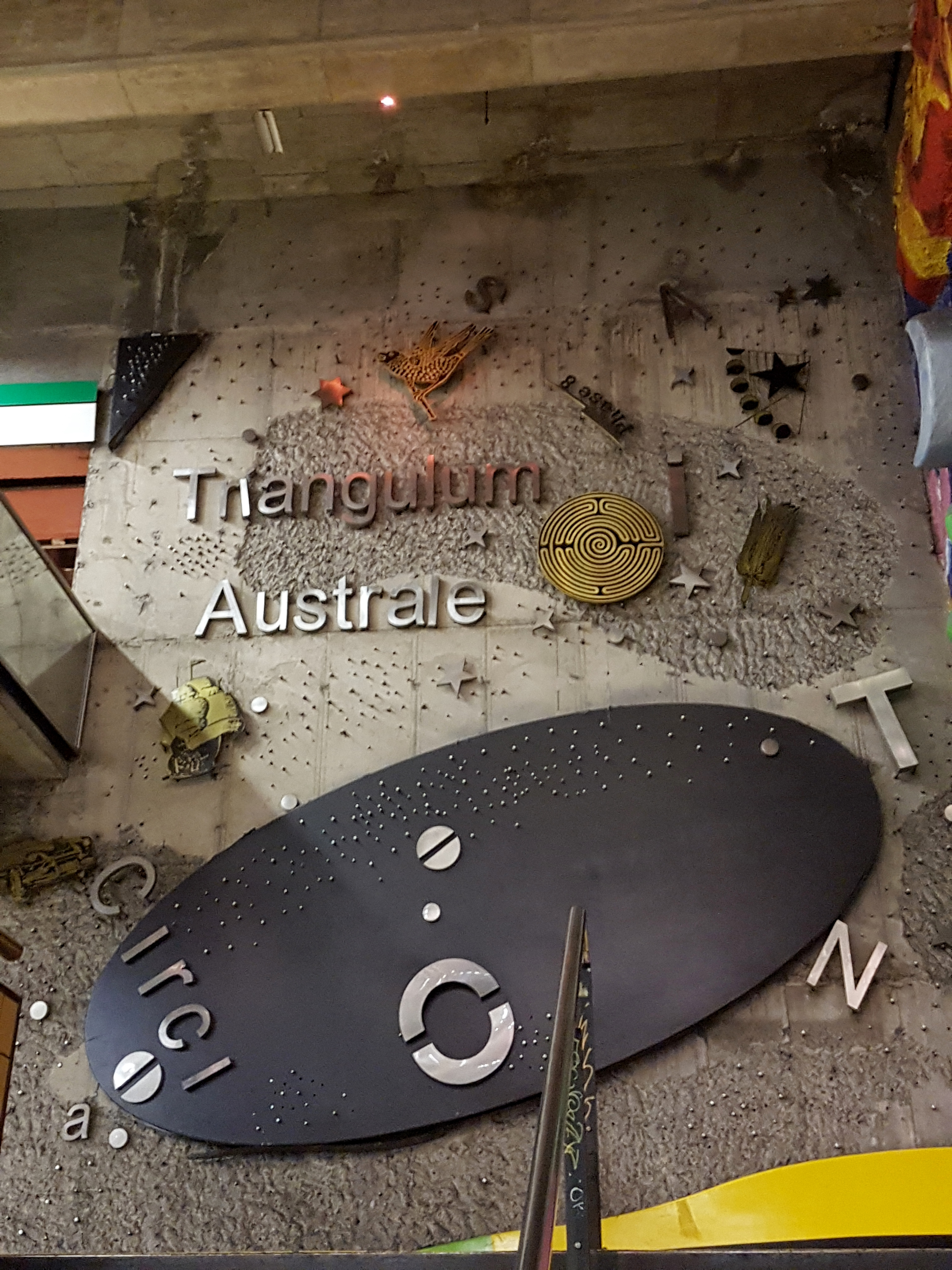
Vía Láctea (detalle), de Francisco Smythe
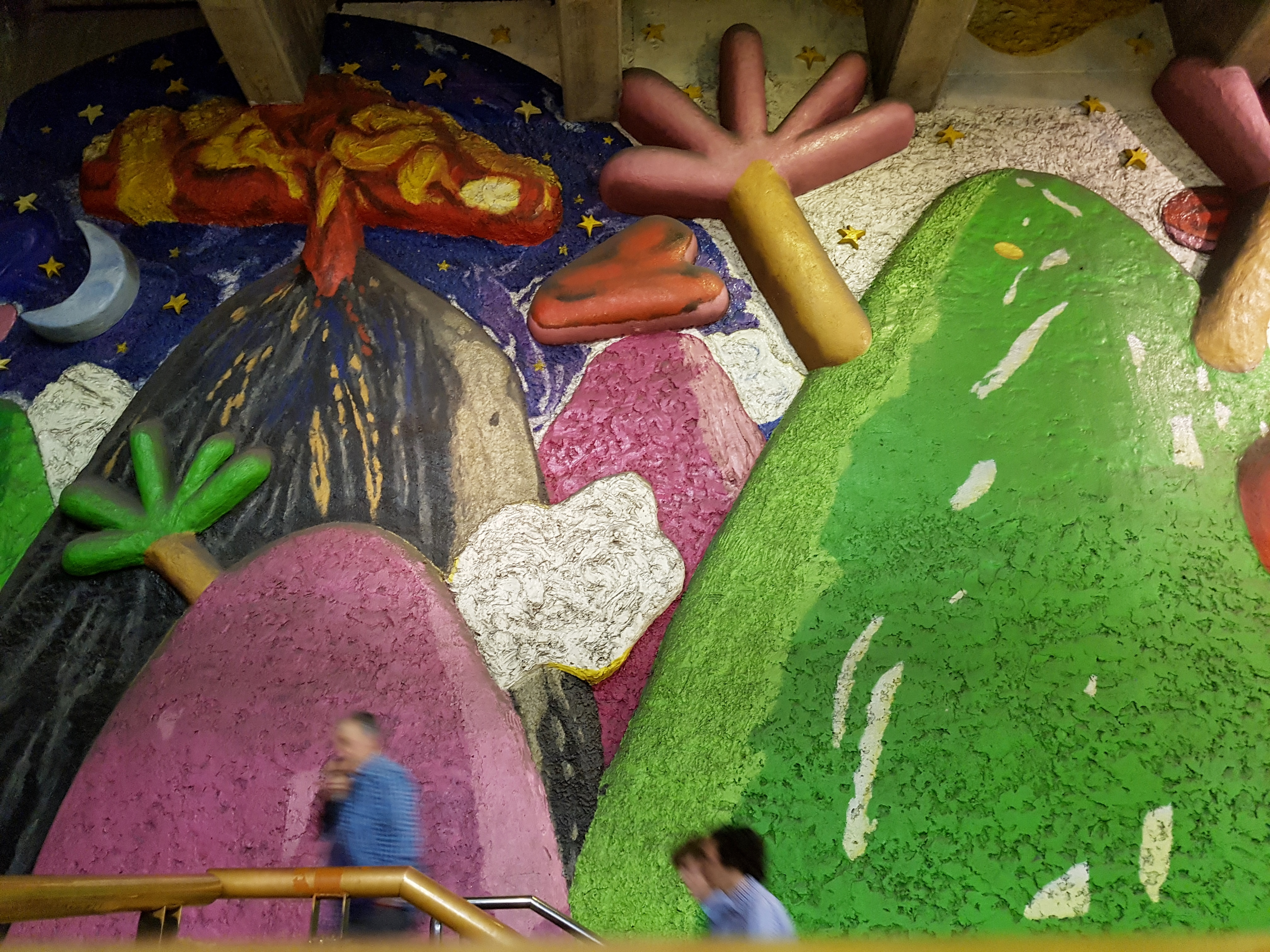
Vía Láctea (detalle), de Francisco Smythe

## Origen etimológico
El nombre de la estación deriva de la plaza Baquedano, ubicada inmediatamente sobre la detención subterránea del metro. La plaza posee una estatua ecuestre en honor al general Manuel Baquedano.

## Galería

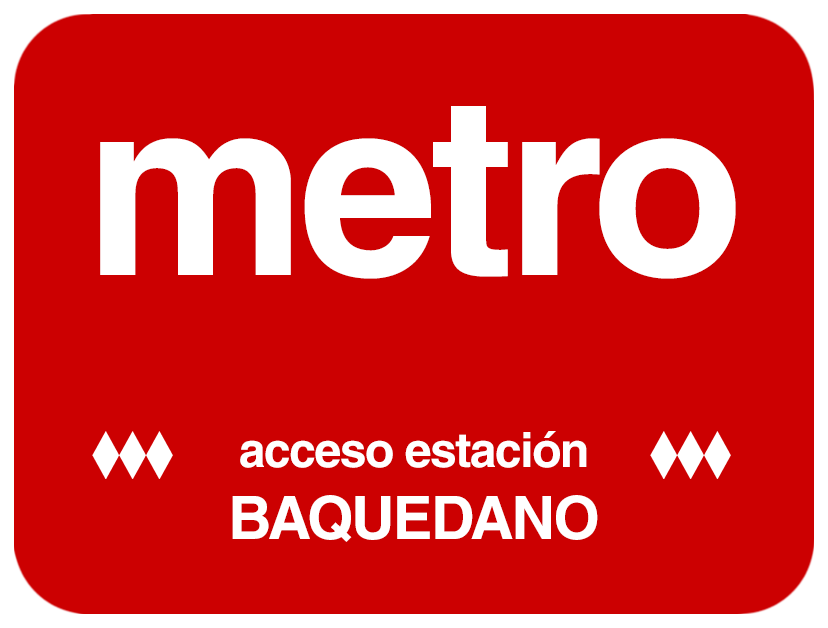
Letrero utilizado en los accesos a la estación hasta 1997.
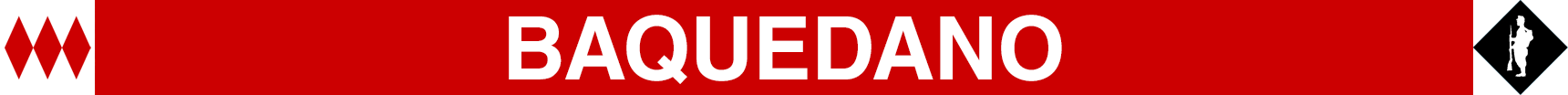
Cenefa antigua utilizada en los andenes de la Línea 1.
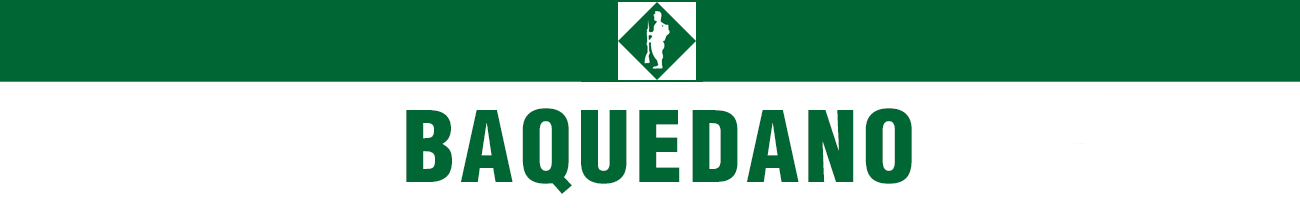
Cenefa utilizada en los andenes de la Línea 5 en 1997.
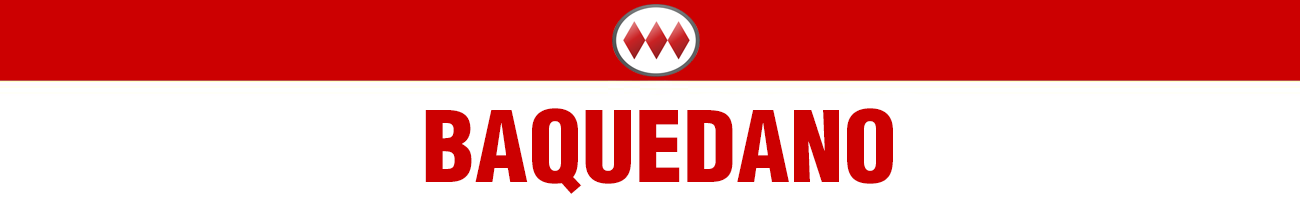
Cenefa utilizada actualmente en los andenes de la Línea 1.
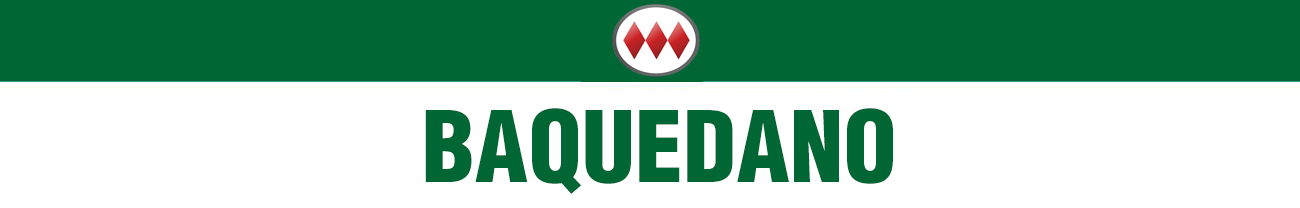
Cenefa utilizada actualmente en los andenes de la Línea 5.
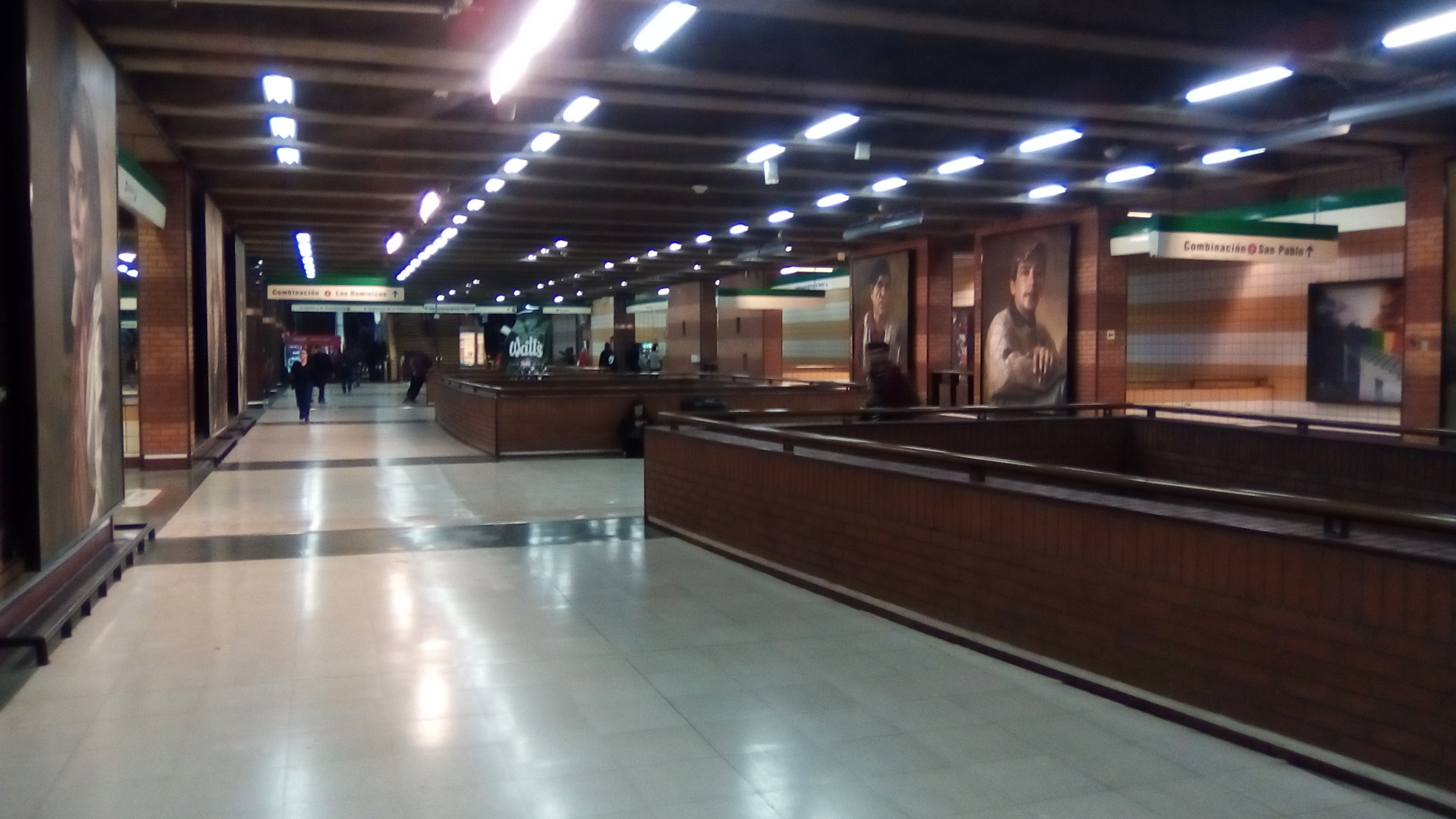
Nivel de combinación L1 y L5.
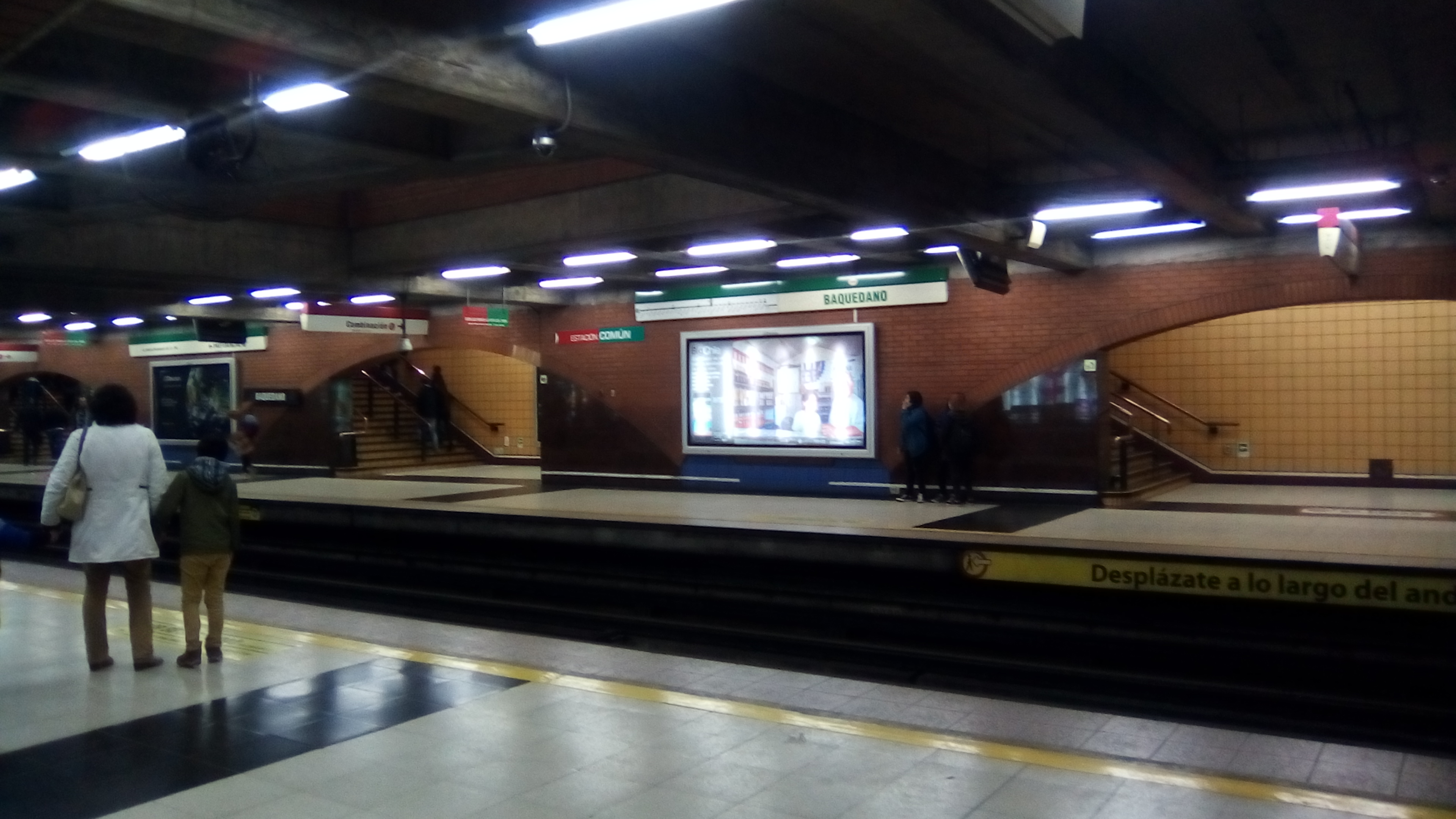
Andenes de la estación en Línea 5

## Conexión con Red Metropolitana de Movilidad
A diferencia de la mayoría de las estaciones, en esta estación los paraderos aledaños se denominan como "Parada / Plaza Italia", habiendo en total 11 paraderos, los cuales corresponden a:
| Paradero/ Código                 | Recorridos |
| -------------------------------- | --- |
| Parada 1 / Plaza Italia (PA393)  | 502c (Cerro Navia) - 504 (El Tranque) - 505 (Cerro Navia) - 508 (Av. Mapocho) - 517 (Cerro Navia) |
| Parada 2 / Plaza Italia (PC1147) | 405 (Cantagallo) - 405c (Fin del recorrido / Vitacura) |
| Parada 3 / Plaza Italia (PC145)  | 213e (Fin del recorrido) - 307 (Lo Marcoleta) - 307e (Rigoberto Jara) - 314 (Lo Marcoleta) - 315e (Rigoberto Jara) - B15 (El Salto) |
| Parada 4 / Plaza Italia (PC86)   | 210 (Estación Central) - 210e (Estación Central) - 210v (Estación Central) - 403 (Metro Santa Ana) - 513 (El Montijo) - 516 (Pudahuel Sur) - 519 (Alameda) - B02n (Huechuraba) - F30n (La Moneda) |
| Parada 5 / Plaza Italia (PA383)  | 412 (La Reina) - 418 (Av. Tobalaba) - 503 (Vital Apoquindo) - 505 (Peñalolén) - 508 (Av. Las Torres) - 514 (San Luis de Macul) - 517 (Peñalolén) - B27 (Metro Salvador) |
| Parada 6 / Plaza Italia (PA170)  | 210 (Puente Alto) - 210e (Puente Alto) - 210v (Av. México) - 213e (Puente Alto) - 303 (Plaza Italia) - 307 (Fin del recorrido) - 307e (Fin del recorrido) - 314 (Fin del recorrido) - 315e (Fin del recorrido) - B02n (Plaza Italia) - B15 (Fin del recorrido) - F30n (Bajos de Mena)                                           |
| Parada 7 / Plaza Italia (PA342)  | 106 (Peñalolén) - 109n (Fin del recorrido) - 401 (Las Condes) - 407 (Las Condes) - 419 (Fin del recorrido) - 421 (San Carlos de Apoquindo) - 422 (La Reina) - 423 (Fin del recorrido) - 432n (La Reina) - 445c (Vitacura) - 481 (Fin del recorrido) - 513 (José Arrieta) - 516 (Las Parcelas) - 519 (Av. Grecia) - 541n (Colón) |
| Parada 8 / Plaza Italia (PA372)  | 405 (Cantagallo) - 406 (Cantagallo) - 426 (La Dehesa) |
| Parada 9 / Plaza Italia (PA373)  | 303 (Fin del recorrido) - 406 (Pudahuel) - 407 (Enea) - 426 (Pudahuel) - B27 (Metro Vespucio Norte) |
| Parada 10 / Plaza Italia (PA343) | 106 (Nueva San Martín) - 109n (Maipú) - 401 (Maipú) - 405 (Maipú) - 419 (Villa Los Héroes) - 421 (Maipú) - 423 (Nueva San Martín) - 432n (Maipú) - 445c (Centro) - 481 (Av. Portales) - 541n (El Tranque) |
| Parada 11 / Plaza Italia (PA384) | 412 (Enea) - 418 (Enea) - 514 (Enea) |